# Sam Baldock
Sam Baldock (Buckingham, 15 de março de 1989) é um ex-futebolista profissional inglês que atuava como atacante.

## Carreira
Sam Baldock começou a carreira no Milton Keynes Dons.

## Títulos
Brighton & Hove Albion
- EFL Championship: Vice - 2016–17